# Socorro (Barão de Cocais)

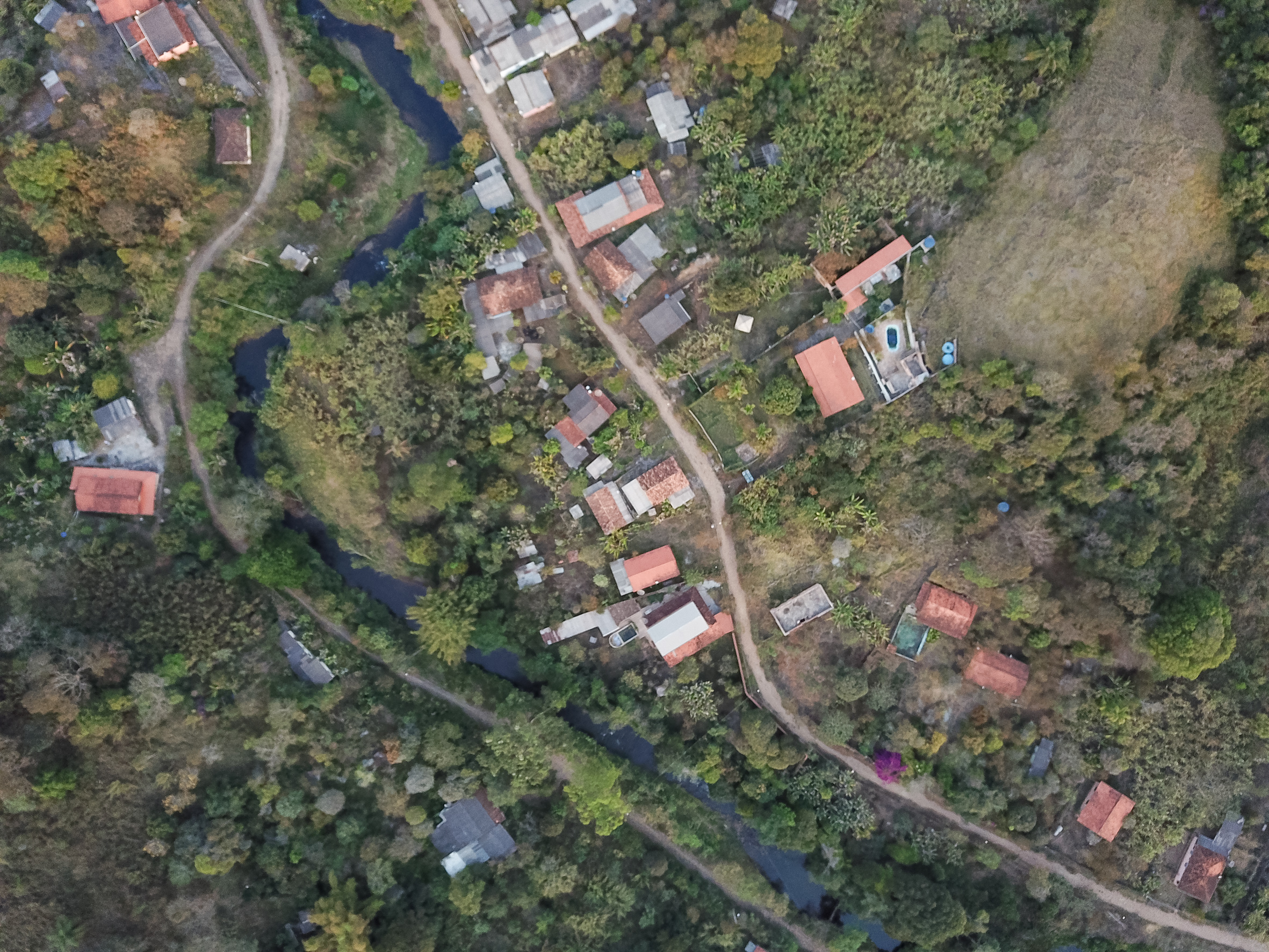
Vista parcial da Comunidade de Socorro, às margens do Rio São João, em Barão de Cocais, MG.

Socorro é uma das primeiras povoações de Minas Gerais, localizada às margens do Rio São João, no município de Barão de Cocais, cuja história faz parte da história de Minas Gerais. Guarda, em seu patrimônio histórico, a capela dedicada à invocação de Nossa Senhora Mãe Augusta do Socorro, decorada e conservada no estilo rococó, e é considerada a mais antiga representação do estilo em Minas Gerais.

## História
O povoamento de Socorro se iniciou poucos anos após o desmembramento da antiga capitania de São Paulo e Minas do Ouro, em 1720, que originou Capitania de Minas Gerais. Nos primórdios do século XVIII, alguns sertanistas em busca de ouro chegaram ao Vale do Rio São João, região mineira na na quina nordeste do Quadrilátero Ferrífero em Minas Gerais, dando início ao povoado de São João Batista do Morro Grande, atual Barão de Cocais. 
Próximo a esse povoado, em terreno doado por Manuel Perdigão da Costa em 17 de março de 1738, deu-se inicio à construçâo da capela dedicada à invocação de Nossa Senhora Mãe Augusta do Socorro. Em torno da Igreja, surgiu Socorro.

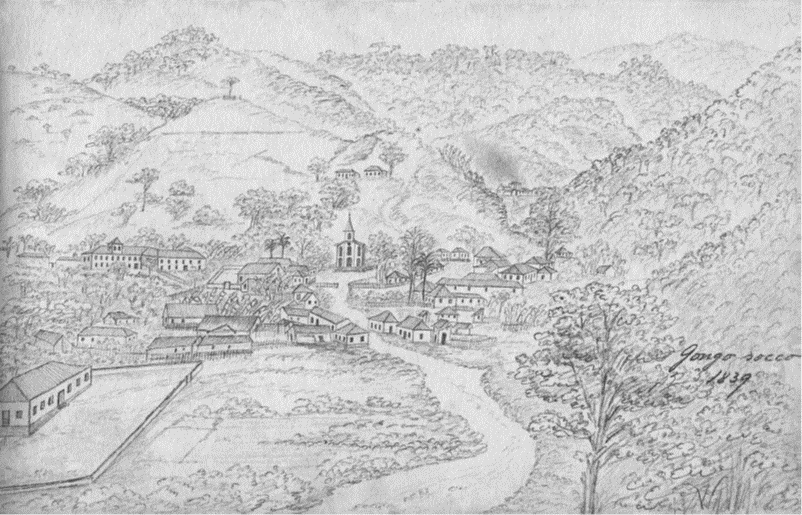
Ilustração retratando o vilarejo de Socorro, com a Igreja de Nossa Senhora de Mãe Augusta do Socorro ao centro, em 1839.

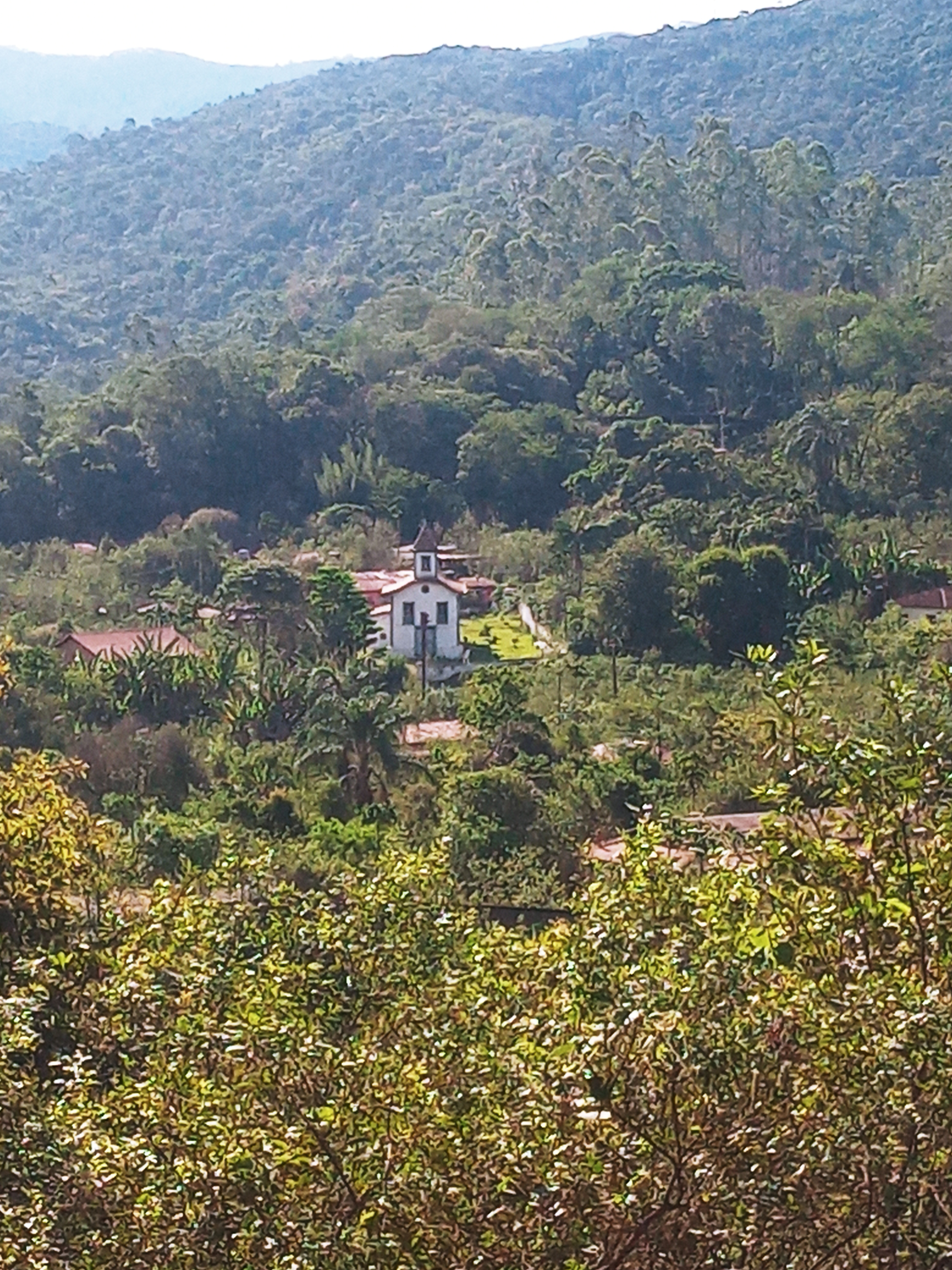
Vista da Igreja de Nossa Senhora Mãe Augusta do Socorro (2023)

O povoado cresceu, principalmente pela chegada dos ingleses à região e de pessoas em busca de trabalho e oportunidades oferecidas pela mineração de ouro na minas de outro povado, Cocais, que, junto com Socorro, deram origem ao município de Barão de Cocais.
A partir do início do século XIX, com a expansão da mina de Gongo Soco, o povoado se consolidou como um pólo distribuidor de mercadorias e alimentos para toda a região. A mina, uma das maiores do mundo(produziu 12 toneladas de ouro em 30 anos (1826 a 1856), durou até o ano de 1912, quando finalmente foi fechada. A cava permaneceu praticamente inativa até ser adquirida pela empresa São Carlos Minério S.A., que tinha concessão de lavra de minério de ferro, em 1960. No mesmo ano, a mina passou às mãos da empresa Socoimex, que explorou o Gongo Soco até ser comprada pela Vale S.A. em 2000. Com o início da exploração do minério de ferro, diminuiu a dependência da comunidade com a mineração. Ali os moradores e sitiantes mantinham pequenas propriedades rurais com criações e atividades agrícola de baixa subsistência. 

## Patrimônio e Cultura
A devoção que motivou a construção da capela dedicada à Santa originou, também, uma das mais antigas e tradicionais festas religiosas de todo o estado. A festa de Nossa Senhora Mãe Augusta do Socorro completou 280 anos em 2017. Marcadas por celebrações, shows, jogos, além da tradicional cavalhada, a festa tem tamanha importância para o povo de Barão de Cocais que é tombada como patrimônio imaterial do município. Além disso, tanto a igreja quanto a imagem também são protegidas por tombamento municipal
Depois das remoções ocorridas em 2019, a imagem da santa foi retirada da igreja e  colocada ao lado do altar no santuário São João Batista, na sede do município de Barão de Cocais. Já a festa, desde então, vem sendo realizada fora da área da comunidade.

## As remoções em Socorro
Na madrugada do dia 08 de fevereiro de 2019 foram acionadas sirenes e alto falantes em Socorro  todos à jusante da Barragem Sul Superior, da mina de Gongo Soco, da Vale, pois a estrutura havia entrado em nível 1 de emergência.
Com isso as pessoas foram acordadas subitamente com a chegada de viaturas da polícia militar, agentes da defesa civil e funcionários da empresa, alertando que a barragem iria colapsar e, por isso, todos deveriam deixar o local imediatamente. 
Naquela noite e nos dias posteriores, cerca de 500 pessoas tiveram que sair de suas casas. No dia seguinte a barragem foi colocada em nível 2 e, alguns meses depois, em nível 3 de emergência, o que indicaria ruptura imediata ou iminente Como o nível de emergência da barragem nunca retrocedeu, até o momento elas seguem sem poder retornar às suas terras.
Segundo a Lei Estadual n. 23291/2019, também conhecida como Lei "Mar de Lama Nunca Mais" todas as barragens construídas pelo método a montante - o mesmo utilizado na Barragem de Fundão, que colapsou em 2015, e na Barragem Córrego do Feijão - deveriam ser desmontandas até fevereiro de 2022. Porém, graças a um acordo entre as mineradoras, o MPF, o MPMG, Governo de Minas e a ANM, as empresas ganharam novo prazo para descomissionamento das estruturas. No caso da Barragem Sul Superior, o limite é até 2029. Somente então as pessoas de Socorro e das outras comunidades removidas  poderão retornar às suas casas.